# Kormove (Crimea)
|  | Per a altres significats, vegeu «Kormovoie». |

Kormove (en (ucraïnès): Кормове) és un poble de la República Autònoma de Crimea a Ucraïna, que el 2014 tenia 1.360 habitants. Pertany al districte rural de Pervomàiske.